# 和邇駅
和邇駅（わにえき）は、滋賀県大津市和邇中浜にある、西日本旅客鉄道（JR西日本）湖西線の駅である。駅番号はJR-B23。

## 歴史

### 年表
- 1974年（昭和49年）7月20日：日本国有鉄道湖西線の開通と同時に開業[1]。
- 1987年（昭和62年）4月1日：国鉄分割民営化により、西日本旅客鉄道の駅となる[2]。
- 2003年（平成15年）11月1日：ICカード「ICOCA」の利用が可能となる。
- 2005年（平成17年）12月3日：バリアフリー化工事が完成。エレベーター、多目的トイレ、電光掲示板の使用を開始。
- 2013年（平成25年）2月4日：開閉扉付自動改札機の使用を開始。
- 2016年（平成28年）3月26日：ダイヤ改正に伴い、緩行線電車の乗り入れが廃止される[3]。
- 2018年（平成30年）3月17日：駅ナンバリングが導入され、使用を開始[4]。
- 2019年（平成31年）3月：堅田・京都方面に折り返し設備が新設され、使用を開始[5][6][7]。
- 2025年（令和7年）6月30日：みどりの窓口の営業を終了[8]。

### 駅名の表記
「和邇」という駅名の字が複雑なため、略字を用いて「和迩」と表記されることがある。例えば現在使用されている223系電車や221系電車などの車内に設置されているLED式の客室案内表示機には、ドットの関係上「和邇」ではなく「和迩」と表記される（ただし221系リニューアル車と223系2500番台、ならびに225系電車のLCDには「和邇」と表記される）。江若鉄道時代にも「和迩」の表記が乗車券などで見られた。現地でも両方の表記が見られ、近接する湖西道路のインターチェンジの名前は「和迩」が正式名称である。

## 駅構造
相対式ホーム2面2線を持つ高架駅になっている。分岐器や絶対信号機を持たないため、停留所に分類されていたが、折り返し設備（後述）が整備されたため停車場となった。改札口は地上に1か所ある。
なお、当駅はバリアフリー化工事のさいにホームエレベーター・多目的トイレ・発車標（電光掲示板）が設置された。これらは2005年（平成17年）12月3日から使用が開始された。
堅田駅が管理し、JR西日本交通サービスが駅業務を受託する業務委託駅で、自動改札機が設置されている。ICOCA利用可能駅（相互利用可能ICカードはICOCAの項を参照）。

### 出入口
バリアフリー化の工事の前までは、東側・南側・西側にそれぞれ1か所ずつあったが、バリアフリー化の工事によって西側の出入り口が封鎖され、そして新たに南側にスライド式のドアが設置され、南側の出入り口は2か所になった。

### のりば
| のりば | 路線   | 方向 | 行先                 |
| ------ | ------ | ---- | -------------------- |
| 1      | 湖西線 | 下り | 安曇川・近江今津方面 |
| 2      | 湖西線 | 上り | 堅田・京都方面       |

付記事項
- 強風などで当駅以北（近江舞子・近江今津方面）が運転見合わせとなる場合は2番のりばで折り返し運転を行う。
- 各のりばに待合室が設置されている。

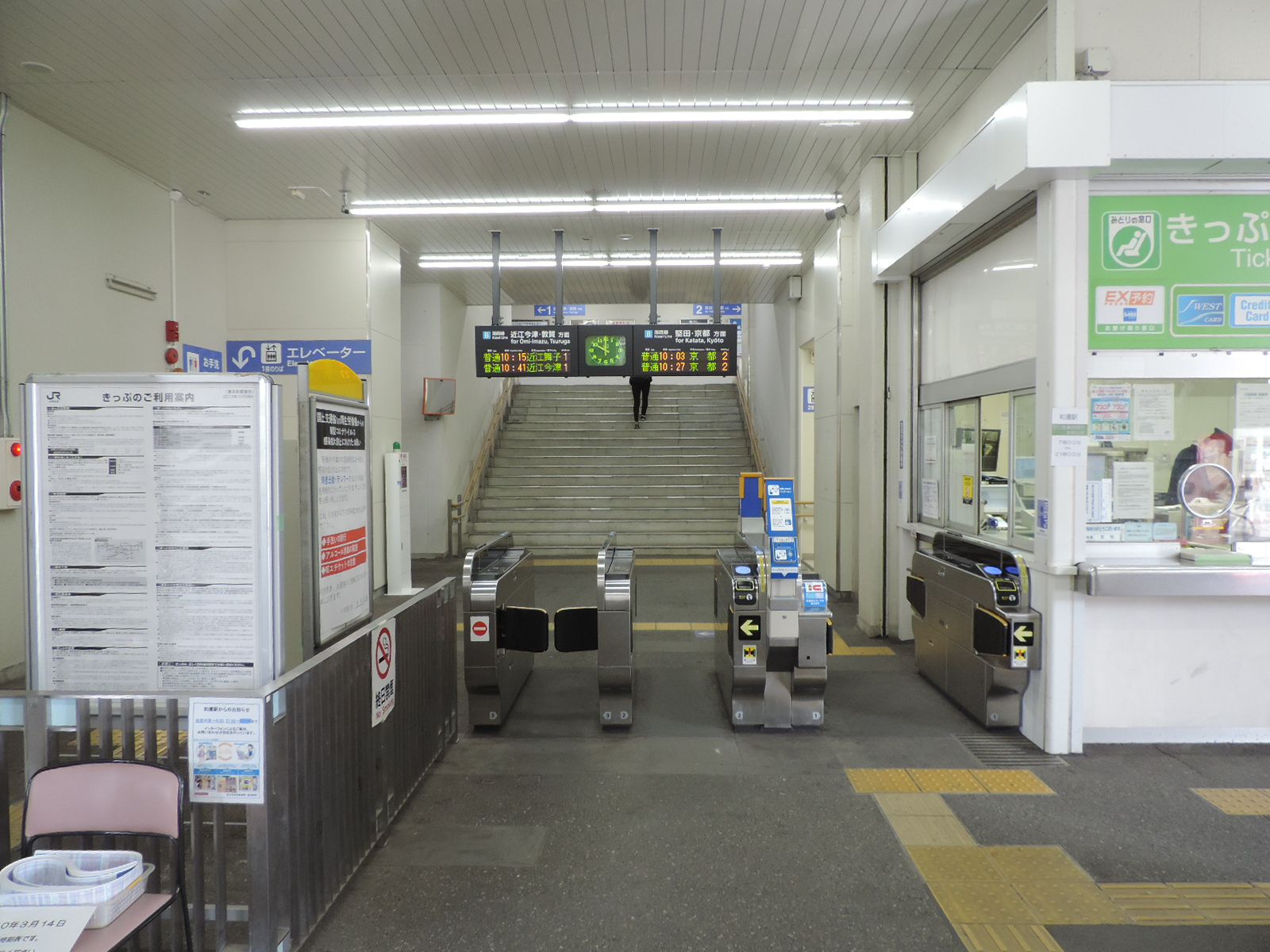
駅構内（2020年3月）
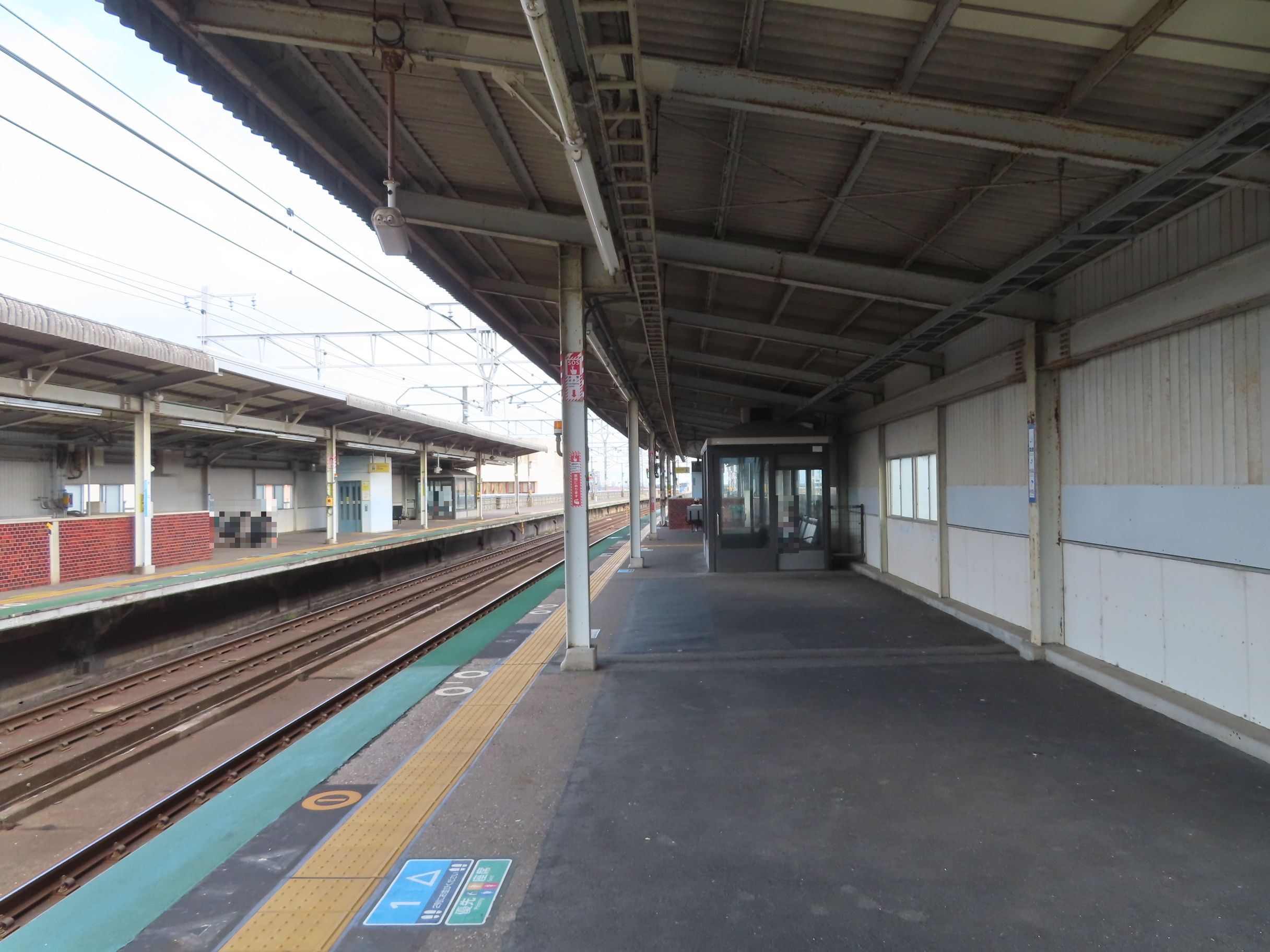
ホーム（2025年6月。1番のりばから京都方面）
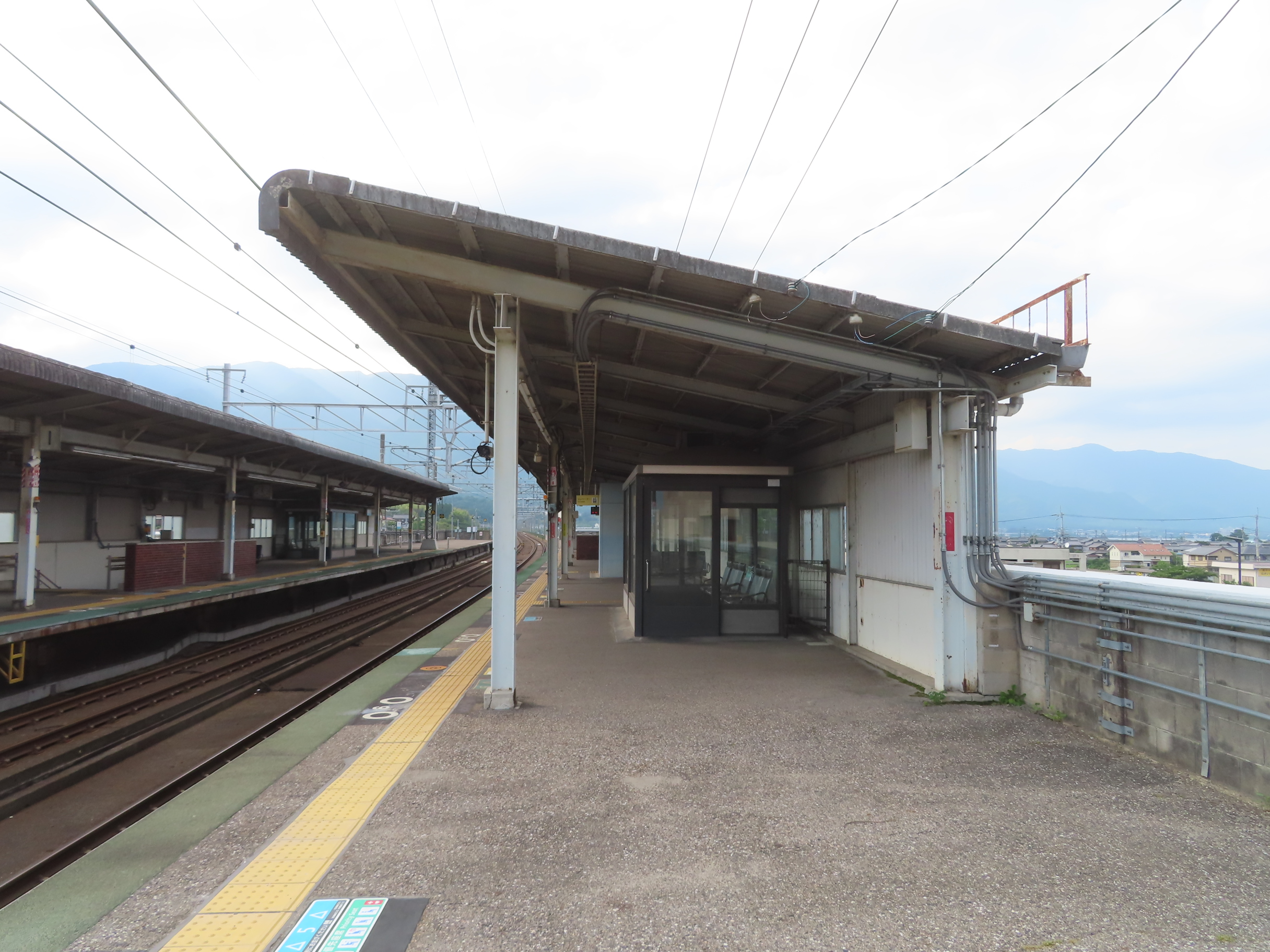
ホーム（2025年6月。2番のりばから近江今津方面）

#### 折り返し設備
強風対策の一環として、山科方に下り線から上り線への片渡り線と信号機が新設された。これにより、強風時に堅田駅以北で運転見合わせとなっていたのが原則当駅以北の運転見合わせとなるほか、ダイヤ乱れ時における影響が軽減されるようになった。

## 利用状況
JR西日本の移動等円滑化取組報告書によれば、2023年度の1日当たりの利用者数は3,894人。「滋賀県統計書」によると、1日平均の乗車人員は以下の通りである。
| 年度   | 1日平均 乗車人員 | 出典        |
| ------ | ---------------- | ----------- |
| 1992年 | 2,411            | [ 統計 2 ]  |
| 1993年 | 2,487            | [ 統計 3 ]  |
| 1994年 | 2,463            | [ 統計 4 ]  |
| 1995年 | 2,493            | [ 統計 5 ]  |
| 1996年 | 2,514            | [ 統計 6 ]  |
| 1997年 | 2,566            | [ 統計 7 ]  |
| 1998年 | 2,725            | [ 統計 8 ]  |
| 1999年 | 2,852            | [ 統計 9 ]  |
| 2000年 | 2,832            | [ 統計 10 ] |
| 2001年 | 2,810            | [ 統計 11 ] |
| 2002年 | 2,734            | [ 統計 12 ] |
| 2003年 | 2,796            | [ 統計 13 ] |
| 2004年 | 2,736            | [ 統計 14 ] |
| 2005年 | 2,757            | [ 統計 15 ] |
| 2006年 | 2,741            | [ 統計 16 ] |
| 2007年 | 2,738            | [ 統計 17 ] |
| 2008年 | 2,802            | [ 統計 18 ] |
| 2009年 | 2,699            | [ 統計 19 ] |
| 2010年 | 2,692            | [ 統計 20 ] |
| 2011年 | 2,626            | [ 統計 21 ] |
| 2012年 | 2,573            | [ 統計 22 ] |
| 2013年 | 2,602            | [ 統計 23 ] |
| 2014年 | 2,507            | [ 統計 24 ] |
| 2015年 | 2,522            | [ 統計 25 ] |
| 2016年 | 2,470            | [ 統計 26 ] |
| 2017年 | 2,423            | [ 統計 27 ] |
| 2018年 | 2,366            | [ 統計 28 ] |
| 2019年 | 2,329            | [ 統計 29 ] |
| 2020年 | 1,938            | [ 統計 30 ] |
| 2021年 | 1,875            | [ 統計 31 ] |
| 2022年 | 1,948            | [ 統計 32 ] |

## 駅周辺

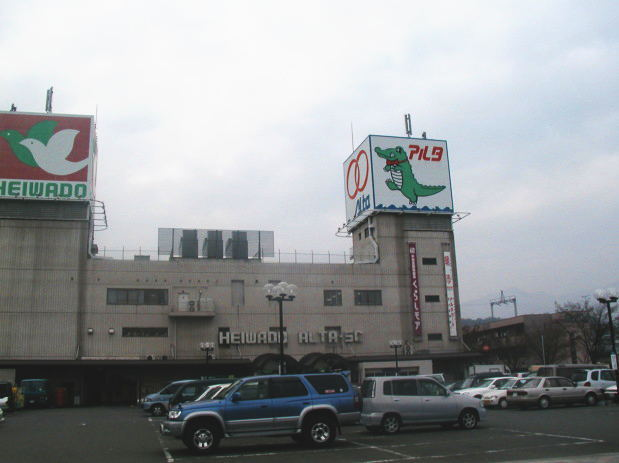
平和堂和邇店（駅前にある商業施設〈2002年12月撮影〉。当店の専門店街の略称は「アルタ」であるが、塔屋にあった「アルタ」の看板は撤去されたため現存しない）

駅前には商業施設があり、その付近には住宅地がある。駅東側を滋賀県道558号線が通るが、琵琶湖寄りは田畑となっている。なお、そこから東へ進んだ所にある新和邇浜水泳場付近の道路沿いには民家が連なっている。駅西側は住宅地となっており、駅北西側にある住吉台もこれに含まれる。湖西道路和迩インターチェンジ（道の駅妹子の郷を併設）も駅西側にあるが、こちらはやや離れた所にある。
- 大津市和邇支所
- 大津市立和邇図書館
- 大津市和邇市民体育館
- 平和堂和邇店[注釈 3][14] - 専門店街の愛称は「ショッピングセンターアルタ」（略称・アルタ）である[注釈 4][15]。「レストランはと」併設店（同店3階）であり[16]、窓側の席から当駅のホーム（堅田・京都寄り）を眺めることができる。
- 和邇郵便局
- 和邇漁港
- 新和邇浜水泳場
- 榎の石碑[17]
- 大津赤十字志賀病院
- 大津市立和邇小学校
- 住吉台
- 滋賀県道558号高島大津線
- 滋賀県道311号途中志賀線
- 滋賀県道601号守山大津志賀自転車道線
- 和邇川 - 当駅から南（堅田方面）へ少し下った所を流れる河川。川沿いには和邇公園がある。

## バス路線
停留所名は「和迩駅」であり、江若交通の和邇栗原線が発着する。同線には道の駅妹子の郷を経由する系統もあったが、2021年3月に実施したダイヤ改正で廃線となった。
- 江若交通
  - 72系統 - 栗原
    - 平日の学校登校日のみ運行。

  - 76系統 - 妙道会聖地
    - 妙道会教団が運行を要請した日のみ運行。

## 隣の駅
西日本旅客鉄道（JR西日本）
 湖西線
■新快速・■快速
通過
■普通（一部JR京都線直通 高槻以西は快速）
小野駅 (JR-B24) - 和邇駅 (JR-B23) - 蓬萊駅 (JR-B22)

### 記事本文